# Leggenda urbana (singolo)
Leggenda urbana è un singolo del rapper italiano Mondo Marcio, pubblicato il 18 gennaio 2019 come terzo estratto dall'ottavo album in studio Uomo!.

## Tracce
1. Leggenda urbana – 3:52